# 森川俊令
森川 俊令（もりかわ としのり）は、下総生実藩の第6代藩主。

## 生涯
享保3年（1718年）1月18日、600石を領した分家の旗本・森川重良の次男（庶子）として江戸で生まれる。享保19年（1734年）に本家の第5代藩主・森川俊常が死去したため、末期養子として家督を継ぎ、12月18日に従五位下・兵部少輔に叙位・任官する。
寛保3年（1743年）4月28日に大番頭に任じられ、延享2年（1745年）閏12月15日に大坂定番に任じられ、寛延2年（1749年）8月15日に奏者番に任じられた。そのほかにも日光祭祀奉行などを務めている。宝暦4年（1754年）5月15日、名を俊方から俊令と改名する。宝暦10年（1760年）に内膳正に遷任する。
宝暦14年（1764年）1月27日、全ての職を辞任し、4月6日に家督を長男の俊孝に譲って隠居する。後に出家して善応と号し、渋谷広尾の下屋敷に移った。天明7年（1787年）5月16日に死去した。享年70。

## 系譜
父母
- 森川重良（実父）
- 森川俊常（養父）

正室
- 以智 ー 森川俊常の長女

子女
- 森川俊孝（長男）生母は以智（正室）
- 森川俊輝（次男）
- 小笠原長喜室
- 甲斐庄正肪正室

養女
- 内藤正芳室 ー 森川俊常の娘